# Compresión manual vascular
La compresión manual vascular es un procedimiento para el control de una hemorragia, ya que obtiene la hemostasia favoreciendo la formación del coágulo. Se realiza en punciones arteriales (ejemplo: arteriografía).

## Procedimiento
El paciente estará colocado en decúbito supino, proporcionándole la mayor comodidad posible. Su colaboración es importante.
La extremidad a comprimir debe estar totalmente visible para valorar la coloración y cambios en todo momento.

### Arteria femoral
Se realiza unos 20 cm por encima del punto de punción, localizando el pulso femoral y aplicando compresión firme con 2 o 3 dedos, fijando e inmovilizando la arteria sobre la base ósea y aplicando al mismo tiempo el apósito hemostático sobre el orificio de punción.
Esta compresión durará unos 10 minutos, sin dejar de ejercer presión ni levantar los dedos, al cabo de los cuales se comenzará a ejercer una presión moderada. Nunca hay que dejar la compresión bruscamente. Si sigue el sangrado se repetirá la compresión otros 10 minutos y así sucesivamente hasta que deje de sangrar. Una buena compresión mantiene el pulso distal atenuado, no ocluido.
En procedimientos diagnósticos, si se aplican parches hemostáticos, el paciente puede deambular en seis horas, manteniendo hasta entonces el miembro puncionado extendido.
En procedimientos terapéuticos o pacientes heparinizados la compresión será como mínimo de 15 a 20 minutos, y la deambulación se iniciará a las 24 horas.
En otros caso, y dependiendo de la colaboración del paciente y las complicaciones del procedimiento, se valorará la colocación de un vendaje compresivo.
Una vez terminada la hemostasia hay que comprobar que no existe extravasación, que el pulso es normal y que se mantienen los pulsos distales.

### Arteria humeral
Se comprime como la arteria femoral, controlando el pulso radial. La deambulación puede ser inmediata pero inmovilizando el brazo durante cuatro horas. En 48 - 72 horas se recomienda no levantar peso ni forzar la articulación del codo.

En ambos casos, una vez obtenida la hemostasia se deja el parche en el punto de punción y se cubre con un apósito limpio. El parche hemostásico se retirará a las 24 horas, humedeciéndolo con suero fisiológico para que se disuelvan los restos del mismo y evitar irritación de la piel.

## Vendaje compresivo
El uso del vendaje compresivo tras la compresión se relaciona con la disminución transitoria del flujo arterial y venoso periférico. Sólo se recomienda en casos muy concretos tras una valoración médica.

## Compresión venosa
La hemostasia se obtiene con una compresión suave directamente sobre el punto de punción, siendo la más eficaz la realizada un par de centímetros caudales a la punción.
Basta con comprimir entre 5 y 10 minutos. Después se limpia la zona, se aplica antiséptico y apósito estéril no compresivo.
- Datos: Q5780128